# Miriam Hanika
Miriam Hanika, bis Dezember 2020 unter dem Künstlernamen Miriam Green und im Bereich der klassischen Musik unter ihrem früheren Namen Miriam Katharina Ströher wirkend (* 24. September 1988 in Lauterbach), ist eine deutsche Oboistin und Liedermacherin.

## Biografie
Miriam Hanika wurde von ihren Eltern am Klavier und von Volker Bilz an der Oboe unterrichtet und wechselte dann im Alter von 16 Jahren an das Musikgymnasium Schloss Belvedere in Weimar, wo sie bis zu ihrem Abitur Oboenunterricht bei Brigitte Horlitz erhielt. Anschließend studierte sie an der Hochschule für Musik und Theater München Oboe, zunächst bei Ingo Goritzki und dann bis zu ihrem Masterabschluss in 2016 bei François Leleux. Sie ist Mitglied des 2018 gegründeten Dandelion Quintetts (Holzbläserquintett), das im Juli 2019 beim Bucharest International Music Competition einen 1. Preis gewann.
Neben dem Studium ihres Instruments schrieb sie Lieder, deren deutsche oder englische Texte persönliche, sozialkritische und spirituelle Themen ansprechen und deren Musik sich zwischen den Genres Kunstlied, Songwriter-Pop und Vocal Jazz bewegt. Diese führt sie in kammermusikalischen Arrangements mit Klavier und weiteren Instrumenten auf. Stilprägend sind melodische und virtuose, von ihr selbst gespielte Oboensoli und Improvisationen. Seit 2019 nutzt sie auch das Englischhorn als eine zusätzliche Klangfarbe. 2024 veröffentlichte sie ihr Album Schilflieder, ein reines Instrumentalalbum für Oboe, Streicher und Band.
Ab September 2018 wurde sie von Konstantin Wecker unterstützt, der sie noch unter ihrem früheren Künstlernamen Miriam Green im Rahmen seines Konzerts im Dezember 2018 im großen Saal der Münchner Philharmonie vorstellte. Ihr zunächst mittels Crowdfunding finanziertes und selbst produziertes Debütalbum Wanderlust veröffentlichte Wecker im April 2019 über sein Musiklabel Sturm und Klang. Dieses wurde am 20. April 2019 bei einem Konzert auf der Studiobühne der Alten Feuerwache Berlin vorgestellt.
Aus einem von Konstantin Wecker initiiertem, per Videostream übertragenen Liveabend mit Tamara Banez und Sarah Straub im August 2020 entwickelte sich unter dem Namen Hanika Straub Banez eine Kooperation der drei Künstlerinnen für gemeinsame Konzerte sowie Video- und Tonträgerproduktionen. Im November 2021 stellte dieses Trio sein Debütalbum Sie, du und ich bei einem Konzert der Geltinger Kulturbühne Hinterhalt vor. Weiterhin gestaltet sie zusammen mit dem Schlagzeuger Simon Popp ein auf diese Besetzung zugeschnittenes, interstilistisches Programm unter dem Namen Melos & Puls.
Am 20. Oktober 2020 trat sie gemeinsam mit Konstantin Wecker und anderen Künstlern des Sturm-und-Klang-Labels in einem Streamingkonzert während der Corona-Pandemie auf. Alle sangen ein eigenes und ein Wecker-Lied. Es war das vierte Konzert der Reihe Poesie und Widerstand in stürmischen Zeiten. Ihr Album Wurzeln und Flügel stellte sie im April 2023 im Saal X der Münchner Isarphilharmonie und bei einer darauffolgenden Tournee durch verschiedene Regionen Deutschlands vor. Der Förderpreis der Hanns-Seidel-Stiftung für junge Liedermacher ermöglichte ihr im Juli 2024 die Mitwirkung bei Lieder auf Banz.
2024 veröffentlichte sie das Instrumentalalbum Schilflieder bei Sturm und Klang und gründete dann ihr eigenes Label LOUISE, bei dem 2025 das mit ihrem 16-köpfigen Ensemble "Poesieorchester" eingespielte Liedalbum *INNENLEBEN erschien, das sie mit deutschlandweiten Auftritten vorstellte.

## Preise und Auszeichnungen
- 3. Preis beim Giesinger Kulturpreis, München, 2014[22]
- 2. Preis beim Friedenssong-Wettbewerb, Bonn, 2015[23]
- Projektstipendium der Landeshauptstadt München, 2021[24]
- Förderpreis der Hanns-Seidel-Stiftung für junge Liedermacher, 2023[25]

## Diskografie
- 2014: EP mit fünf Liedern, erschienen im Eigenverlag
- 2019: Wanderlust, CD, Sturm & Klang
- 2021: Louise, CD, Sturm & Klang
- 2021: Hanika Straub Banez: Sie, du und ich, CD, Sturm & Klang,
- 2023: Wurzeln und Flügel, CD und Vinyl, Sturm & Klang
- 2024: Dandelion Quintett: Windspiel, CD, col legno
- 2024: Schilflieder, CD und Vinyl, Sturm & Klang
- 2025: *INNENLEBEN, CD und Vinyl, LOUISE